# Comuna Cerkno
Cerkno (Občina Cerkno) este o comună din Slovenia, cu o populație de 5.107 locuitori (2002).

## Localități
Bukovo, Cerkljanski Vrh, Cerkno, Čeplez, Dolenji Novaki, Gorenji Novaki, Gorje, Jagršče, Jazne, Jesenica, Labinje, Lazec, Laznica, Orehek, Otalež, Planina pri Cerknem, Plužnje, Podlanišče, Podpleče, Poče, Police, Poljane, Ravne pri Cerknem, Reka, Straža, Šebrelje, Travnik, Trebenče, Zakojca, Zakriž